# Verteilungsklasse
Als Verteilungsklasse oder Verteilungsfamilie (auch Klasse von Verteilungen oder Familie von Verteilungen) wird in der Stochastik und der Statistik eine Menge von Wahrscheinlichkeitsmaßen verstanden, die sich durch eine gemeinsame, mehr oder weniger abstrakte Eigenschaft auszeichnen. Die Einschränkung auf solche Eigenschaften ermöglicht es häufig, mit der zusätzlich verfügbaren Struktur stärkere Aussagen zu zeigen. Ein Beispiel hierfür ist die Cramér-Rao-Ungleichung; bei ihr liefert die Einschränkung auf die Exponentialfamilie eine scharfe Abschätzung.

## Begriff
Der Begriff der Verteilungsklasse bzw. Verteilungsfamilie/Familie von Verteilungen wird in der Literatur nicht einheitlich oder in unterschiedlicher Ausprägung verwendet.
- Manche Autoren verwenden den Begriff für eine mit einer beliebigen Indexmenge indizierten Menge von Wahrscheinlichkeitsmaßen,[1][2] also einer Familie im allgemeinen mathematischen Sinn.
- Andere wiederum verwenden ihn für klar definierte Wahrscheinlichkeitsverteilungen, deren Wahrscheinlichkeitsdichtefunktion oder Wahrscheinlichkeitsfunktion über einen oder mehrere, meist reelle Parameter bestimmt werden wie bei der Gammaverteilung oder der Binomialverteilung.[3][4]
- Ein Mittelweg bildet die Definition als eine Menge von Wahrscheinlichkeitsmaßen, die alle eine gemeinsame Eigenschaft besitzen und deren Allgemeinheit über die Definition dieser Eigenschaften bestimmt wird.[5]

Dabei ist die erste Bedeutung sehr weit gefasst, die zweite sehr eng. Meist wird die dritte Bedeutung verwendet.

## Wichtige Verteilungsklassen
Folgend sind einige wichtige Verteilungsklassen aufgezählt und beschrieben. Dabei sind die Definitionen mancher Verteilungsklassen rein wahrscheinlichkeitstheoretisch motiviert, andere werden überwiegend in der mathematischen Statistik angewandt. Ebenso gibt es Verteilungsklassen, die in beiden Themengebieten Anwendung finden.
- Die Exponentialfamilie: Sie zeichnet sich durch eine allgemeine Dichtefunktion aus. In ihr sind unter anderem die Normalverteilung, Binomialverteilung, Multinomialverteilung, Poisson-Verteilung, Gammaverteilung und Inverse Normalverteilung enthalten. Für Exponentialfamilien lassen sich in der Statistik zahlreiche starke Resultate zeigen.
- Die Panjer-Verteilung beschreibt unter anderem die negative Binomialverteilung, die Binomialverteilung und die Poisson-Verteilung durch eine gemeinsame Wahrscheinlichkeitsfunktion.
- Eine dominierte Verteilungsklasse enthält nur Wahrscheinlichkeitsmaße, die absolutstetig bezüglich eines weiteren Maßes sind. Somit existieren für solche Klassen immer Wahrscheinlichkeitsdichtefunktionen, wodurch sich beispielsweise die Maximum-Likelihood-Methode verwenden lässt.
- Eine Lokationsklasse geht aus einer vorgegebenen Wahrscheinlichkeitsverteilung durch Verschiebung entlang der x-Achse hervor.
- Ebenso geht eine Skalenfamilie durch Streckung und Stauchung aus einer Wahrscheinlichkeitsverteilung hervor.
- Sowohl Lokationsklassen als auch Skalenfamilien sind Spezialfälle von Q-invarianten Verteilungsklassen.
- Für Verteilungsklassen mit monotonem Dichtequotienten lässt sich das Neyman-Pearson-Lemma verallgemeinern und liefert somit weitreichende Ergebnisse in der Testtheorie.
- Die Pearsonschen Verteilungen besitzen eine Dichtefunktion {\displaystyle f}, die Lösung der Differentialgleichung

{\displaystyle {\frac {\mathrm {d} f(x)}{\mathrm {d} x}}={\frac {x-a}{b_{0}+b_{1}x+b_{2}x^{2}}}f(x)}
für bestimmte Definitionsbereiche von {\displaystyle x} ist. Sie bilden eine große Familie von Verteilungen in der als Teilfamilien z. B. die Normalverteilungen (für {\displaystyle a=\mu }, {\displaystyle b_{0}=-\sigma ^{2}}, {\displaystyle b_{1}=b_{2}=0}, {\displaystyle x\in \mathbb {R} }), die Exponentialverteilungen, die Chi-Quadrat-Verteilungen, die F-Verteilungen, die Gammaverteilungen und die t-Verteilungen enthalten sind.
Des Weiteren gibt es beispielsweise noch alpha-stabile Verteilungen oder unendlich teilbare Verteilungen.